# Travanca de Lagos
Travanca de Lagos is een plaats (freguesia) in de Portugese gemeente Oliveira do Hospital en telt 1448 inwoners (2001).